# Marino Formenti
Marino Formenti (* 1965 in Mailand, Italien) ist ein in Wien lebender Pianist, Dirigent und Performer.

## Biographie
Marino Formenti wurde in Merate geboren, eine Stadt im Mailänder Umkreis. Nach dem Studium des Klaviers, der Komposition und des Dirigierens am Conservatorio Giuseppe Verdi in Mailand, studierte er Klavier bei Oleg Maisenberg und Dirigieren bei Uroš Lajovic an der Musikuniversität Wien. Seit 1990 lebt er in Wien.
Formenti war 1994 bis 2002 Mitglied des Musikensemble Klangforum Wien.
Sein endgültiger Durchbruch als Pianist erfolgte 2000 mit einem eigenen Recital-Zyklus in den LACMA-Monday Evening Concerts. Es folgten Einladungen als Artist in Residence im Lincoln Center New York, in der Wigmore Hall in London, beim Kunstfest Weimar, oder beim Beethovenfest in Bonn.
Als Solist spielt er regelmäßig bei den Salzburger Festspielen, dem Lucerne Festival, dem Edinburgh Festival, den Berliner Festspielen und Wien Modern sowie am Lincoln Center, der Hamburger Philharmonie, im Wiener Musikverein, dem Wiener Konzerthaus oder in der Suntory Hall in Tokio.
Er musizierte als Solist mit den New Yorker Philharmonikern, dem Cleveland Orchestra, dem Los Angeles Philharmonics, den Münchner Philharmonikern, dem Gustav Mahler Chamber Orchestra, dem Orchestre National de Radio France, dem Radio-Symphonieorchester Wien; dabei trat er mit Dirigenten auf wie Gustavo Dudamel, Franz Welser-Möst, Daniel Harding, Kent Nagano, Kirill Petrenko, Esa-Pekka Salonen oder Peter Eötvös.
Als Dirigent trat er selber unter anderem im Teatro alla Scala, in der Salle Pleyel, dem Ravenna Festival, im Wiener Musikverein, im Wiener Konzerthaus, bei der Salzburg Biennale oder im Berliner Konzerthaus auf.
Er hat mit Komponisten wie Helmut Lachenmann, György Kurtág, Salvatore Sciarrino, Olga Neuwirth, Beat Furrer, Friedrich Cerha oder Bernhard Lang zusammengearbeitet.

## Performance und Kunst
Bekannt wurde Marino Formenti auch durch seine Performances, welche die traditionelle Form eines klassischen Konzerts in Frage stellen oder die im Bereich der Konzeptkunst anzusiedeln sind.
2010 wurde nowhere beim Steirischen Herbst in der ersten, achttägigen Version uraufgeführt: Formenti spielte, schlief und aß während dieser Performance, die bis zu 4 Wochen in einem öffentlichen Raum stattfand, der jederzeit dem Publikum zugänglich war. Seitdem fand Marino Formentis nowhere in Berlin, Basel, Oslo, Bologna, Bregenz, Brüssel, Montpellier, Buenos Aires und New York statt.
One to One wurde 2013 bei der Art Basel in einem von Stephen Prina eingerichtetem Raum uraufgeführt. Die zwischen 45 Minuten und mittlerweile 24 Stunden dauernden Performances „für und mit einer Person“ nennt Formenti auch studies of communication and musicianship. In neueren Versionen sind die Gäste auch eingeladen, mit zu singen oder zu musizieren.
In dem Film Schubert und Ich (Prisma Film, 2014) ging Formenti der Frage nach, was es mit der Beziehung zwischen Musikalität und Professionalität auf sich hat, indem er Lieder von Franz Schubert mit fünf Laien erarbeitete.
Bekannt wurde Marino Formenti auch durch seine partizipativen Projekte. In Time to Gather, beim Festival MärzMusik 2016 in Berlin uraufgeführt, ließ er das Publikum mitentscheiden, was er spielt, oder mit ihm auch zusammen spielen.
In Open House, präsentiert für das Hamburger Musikfest der Philharmonie 2016, spielte er mit jedem und jeder, die vorbei kam, 15 Tage lang in derselben dafür eingerichteten Örtlichkeit.
Am 26. Oktober 2016 trat Formenti als Solist am Österreichischen Nationalfeiertag im Österreichischen Parlament auf.

## Auszeichnungen
- 2009: Belmont-Preis der Münchner Forberg-Schneider-Stiftung
- 2010: Amadeus d’Oro, Diapason d’or (für die Doppel-CD Kurtag’s Ghosts)
- 2013: Diapason d’or  (für die CD Notturni)
- 2014: The 10 Best Recordings of the New Yorker  (für die Doppel-CD Liszt Inspections)
- 2015: The 10 Best Concerts of the New York Times (für die Live-Performance Liszt Inspections)
- 2015: Diapason d’or (für die Doppel-CD Liszt Inspections)
- 2015: Österreichischer Filmpreis (für den Film Schubert und Ich) (Nomination)

## Diskographie
- 2003: Face de la Chaleur (Musik von Beat Furrer) – Kairos
- 2003: Bewegungen (Musik von J.M. Staud) – Kairos
- 2003: Nothing is real (concept-CD) – col legno
- 2003: Helmut Lachenmann Piano Music – col legno
- 2007: Apeiron (Musik von J.M. Staud) – Kairos
- 2009: Kurtag's ghost (concept-CD) – Kairos
- 2011: Night studies (Musik von Formenti für Florian Pumhösls Film Expressiver Rhythmus) – col legno
- 2013: Notturni (concept-CD; Live-Aufnahme vom Festival Wien Modern 2012)
- 2013: Liszt inspections (concept-CD) – Kairos
- 2014: Der Bilderfresser (Musik von Fabio Nieder) – Winter and Winter
- 2014: Almost Pure (als Dirigent; MDI Ensemble, Musik von Marco Momi) – Stradivarius
- 2014: Prisme/Incidences (Musik von Michael Jarrell; mit Emmanuel Pahud, Paul Meyer u. a.) – Aeon
- 2017: ..mais les images restent... (Musik von Michael Jarrell) – Aeaon